# Gottfried II. von Lusignan
Gottfried (II.) von Lusignan (frz. Geoffroy de Lusignan, auch Geoffroy à la Grand Dent; * um 1200; † zwischen 1242 und 1248) war Herr von Vouvant und Mervent. Er war der Sohn des Gottfried (I.) von Lusignan († 1216) und dessen erster Ehefrau Eustachia, der Herrin von Montcontour. Nach dem Tod seiner Eltern erbte er deren Herrschaften.

## Leben
Verheiratet war Gottfried mit Clémence, der Erbtochter des Vizegrafen Hugo III. von Châtellerault. Die Ehe blieb kinderlos, aber in ihrem Namen konnte er als Vizegraf von Châtellerault amtieren. Als König Ludwig VIII. von Frankreich im Jahre 1224 in das Poitou einmarschierte, legte Gottfried ihm für Châtellerault den Lehnseid ab. Der ehemalige Herr des Poitou, König Heinrich III. von England, beabsichtigte 1230 die Burgen Vouvent und Mervent an Gottfrieds jüngeren Bruder Amalrich zu geben, weil dieser 1242 dem Hause Plantagenet treu geblieben war. Da der englische König seine Herrschaft im Poitou nicht wiederherstellen konnte, dürfte Gottfried die Burgen behalten haben. Clémence war vor 1239 gestorben, so dass Gottfried die Vizegrafschaft Châtellerault an einen ihrer Verwandten abgeben musste.
1232 ließ Gottfried das Benediktinerkloster Maillezais wegen Hoheitsstreitigkeiten bis auf die Grundmauern niederbrennen und mehrere Mönche enthaupten. Der Abt kam nur mit dem Leben davon, da er schnell genug flüchten konnte. Nach diesem Ereignis wurde er exkommuniziert, doch konnte er in Spoleto erreichen, dass Papst Gregor IX. ihm am 15. Juli 1233 die Absolution erteilte.
Im Jahre 1242 trat Gottfried zusammen mit seinem Vetter Hugo X. von Lusignan, dieses Mal im Bund mit Heinrich III. von England, gegen den französischen König Ludwig IX. den Heiligen auf. Im Poitou wird er als Kämpfer gegen die Zentralgewalt und als Verteidiger ihrer Freiheit verehrt. Allerdings unterlag ihre Sache in der Schlacht bei Taillebourg, worauf Gottfried und die anderen Rebellen erneut gegenüber dem französischen König den Lehnseid schwören mussten. Danach wird er nicht mehr erwähnt. Bis zum Jahr 1248 war er aber schon tot, da im September jenes Jahres seine Nichte Valence de Lusignan und deren Ehemann für die Burgen Vouvent, Mervent und Soubise gegenüber dem König von Frankreich gehuldigt hatten.

## Literarische Würdigung
Die Geschichte seiner Familie von Lusignan ist im Roman Melusine literarisch verarbeitet worden, wobei Couldrette und Jean d’Arras für zwei französische Fassungen und Thüring von Ringoltingen für eine deutsche Übersetzung des Romans verantwortlich sind.
Im Roman geht die Figur des Geoffroy auf ihn zurück, dort ist er der Sohn der Melusine und des Raymond. Er tritt vor allem durch Kämpfe mit Ungeheuern und Riesen hervor, vor denen er das Land befreit. Als Geoffroy erfährt, dass sein Bruder Froymond sich in ein Kloster zurückgezogen hat, glaubt er daran, dass die Mönche ihn verzaubert haben. Als es ihm nicht gelingt, seinen Bruder zum Verlassen des Klosters zu bewegen, brennt er das Kloster nieder, wobei alle Mönche und auch sein Bruder den Tod finden.